# Théodore Alphonse Galot
Théodore Alphonse Galot ou Gallot (Chartres, 16 de abril de 1806 --- Rio de Janeiro,1866) foi um pintor e desenhista francês que se radicou no Brasil onde, além da pintura, exerceu o magistério.

## Biografia
Filho de um pintor miniaturista, fez sua formação artística na Escola Central de Chartres, onde o pai era professor. Expos no Salão de Paris de 1833 a 1842, com paisagens que representavam cenas dos arredores de sua cidade natal.
Após a última visita ao Salão, deve ter deixado a França e viajado para o Brasil. Escolheu a cidade do Rio de Janeiro para fixar residência. Não foi possível descobrir a razão dessa mudança mas é certo que aí permaneceu até seus últimos dias.

### O pintor e professor
São poucas os obras conhecidas deste artista. Trabalhava em óleo, guache e aquarela. Foi um excelente marinhista tendo pintado a costa brasileira próxima à Baía de Guanabara. O Almanak Laemmert de 1849 relacionava Galot entre os pintores de retratos e paisagem com ateliê na rua d'El Rey, em Niterói. Já na edição do ano seguinte, o pintor é indicado apenas como  autor de paisagens.

### Exposições
Em 1845, participou da exposição da Academia Imperial de Belas Artes .
O francês Benezit, no seu famoso Dictionnaire, aponta Théodore Alphonse Galot como diretor do museu do Rio de Janeiro (sic). Certamente um dado biográfico sem fundamento, pois, se verdadeiro, outras fontes o confirmariam.
Magnum opus - o quadro a óleo sobre tela intitulado Andarahy.